# آلان كوفي
آلان كوفي (بالفرنسية: Alain Koffi)‏ مواليد 23 نوفمبر 1983 في أبيدجان، هو لاعب كرة سلة فرنسي. بدأ مسيرته الاحترافية في سنة 2002. يلعب في الدوري الفرنسي لكرة السلة الدرجة الأولى كلاعب وسط. يحمل الرقم 33. يبلغ طوله 6 قدم 9.5 بوصة (2.1 م).

## المسيرة الاحترافية
لعب مع لو مان سارت باسكت في الدوري الفرنسي من سنة 2002 إلى 2009، ثم لعب مع جوفينتوت بادالونا في الدوري الإسباني في موسم 2009–2010، ثم لعب مع إس بي أو روان باسكت في الدوري الفرنسي من سنة 2014 إلى 2016.

## الإنجازات
- كأس فرنسا:
  - 2004 2009

## روابط خارجية
- آلان كوفي على موقع الاتحاد الدولي لكرة السلة (الإنجليزية)
- آلان كوفي على موقع الدوري الأوروبي لكرة السلة (الإنجليزية)
- آلان كوفي على موقع الدوري الإسباني لكرة السلة (الإسبانية)
- آلان كوفي على موقع كرة السلة الأوروبية.كوم (الإنجليزية)
- آلان كوفي على موقع DraftExpress.com (الإنجليزية)
- آلان كوفي على موقع ريلجم (الإنجليزية)
- آلان كوفي على موقع بروبوليرز (الإنجليزية)
- آلان كوفي على موقع سبورتس رفرنس (الإنجليزية)